# Zweifel (Unternehmen)
Das Unternehmen Zweifel Chips & Snacks AG (zuvor: Zweifel Pomy-Chips AG) ist ein Schweizer Lebensmittelhersteller mit Sitz in Spreitenbach im Kanton Aargau. Das Weinunternehmen Zweifel 1898 AG in Zürich-Höngg gehört ebenfalls zur Zweifel-Gruppe.

## Zweifel Chips & Snacks AG
Die Zweifel Chips & Snacks AG stellt Snack- und Kartoffelchipsprodukte her. Mit 55 % Marktanteil (2021) ist Zweifel der Marktführer für Chips und Snacks in der Schweiz. Das Unternehmen ist seit den Anfängen zu 100 % in Familienbesitz; mittlerweile in der dritten Generation. Die Kartoffeln für die Produktion werden so weit als möglich in der Schweiz bezogen.

### Geschichte
Seit Anfang der 1950er Jahre frittierte Hans Meier, ein Cousin von Heinrich Zweifel, auf seinem Bauernhof in Katzenrüti bei Rümlang in einer riesigen Feldküchen-Pfanne die ersten Kartoffelchips. Als er überraschend starb, übernahm die Familie Zweifel die Chips-Herstellung und integrierte die kleine Fabrik in ihre Höngger Mosterei.
Die knusprigen Chips wurden 1958 erstmals unter der Marke Zweifel lanciert. 1960 wurde die Produktion in Höngg ausgebaut mit einer ersten vollautomatisierten Fritteuse.
1966 wurde für die Chips eine eigene Firma gegründet und separat abgerechnet. Um diese Zeit wurden pro Jahr mit rund 1000 Tonnen Kartoffeln sieben Millionen Franken Umsatz erzielt.
Im Jahr 1970 wurde das Werk in Spreitenbach eröffnet. Ende 2008 gab Hans-Heinrich Zweifel, der das Unternehmen seit 1958 aufgebaut hatte, sein Amt als Verwaltungsratspräsident ab. Er starb am 2. November 2020 im Alter von 87 Jahren. Nach 29 Jahren nahm mit seinem Sohn Christoph Zweifel im 2020 wieder ein Familienmitglied die Position als CEO ein. 2022 gab Zweifel die Übernahme der Firma Berger AG Backwaren aus Münsingen bekannt.

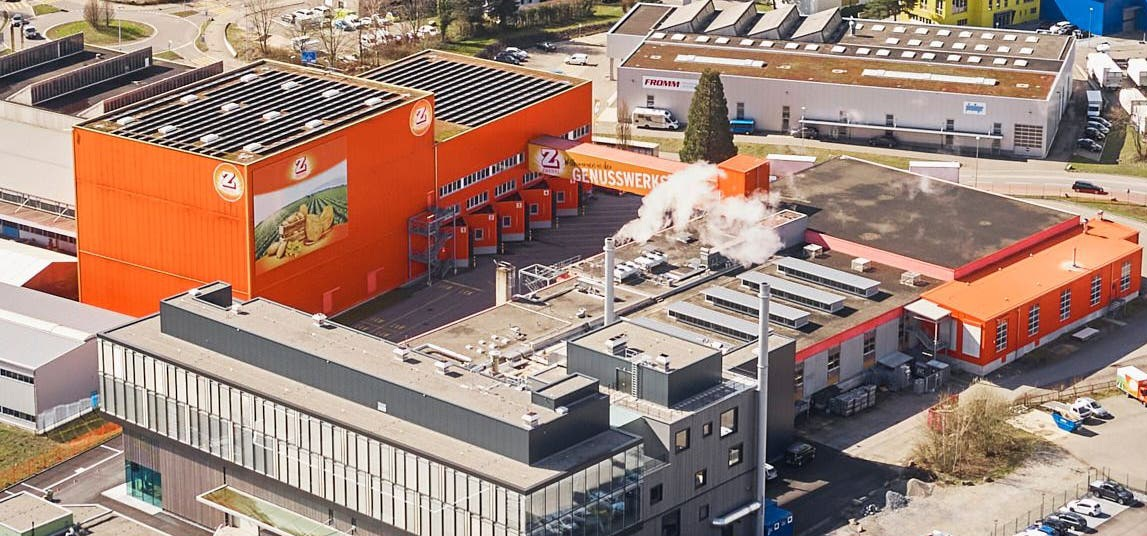
Zweifel Fabrik in Spreitenbach

### Struktur und Kennzahlen
Die Aktiengesellschaft hat ihren Verwaltungssitz und den Hauptfabrikationsstandort in Spreitenbach im Kanton Aargau. Die Zweifel Chips & Snacks AG beschäftigt heute über 500 Mitarbeiter. Der Gesamtumsatz im Jahr 2024 belief sich auf 304 Millionen Schweizer Franken. In Spreitenbach werden pro Jahr über 10'000 Tonnen Chips und Snacks hergestellt (Stand 2023). Die pro Jahr 25'000 Tonnen verbrauchten Kartoffeln (entspricht 1200 vollen LKWs) werden fast ausschliesslich von über 250 Schweizer Bauern extra für Zweifel angebaut. Die Swissness-Verordnung erlaubt die Auslobung von Chipsverpackungen mit dem Schweizerkreuz, auch wenn die verwendeten Kartoffeln für eine gewisse Zeit lang importiert werden. In diesem Zusammenhang stellte Zweifel das Frittieröl ab 2017 von Sonnenblumen- auf Rapsöl um.

## Zweifel 1898 AG
Die Weinsparte Zweifel 1898 AG mit Sitz in Zürich ist der ältere Teil der Unternehmensgruppe. Die Weinbauernfamilie Zweifel ist bereits seit dem Mittelalter in Zürich-Höngg belegt. Aufgrund zunehmender Rebkrankheiten wurde in dem 1898 von Emil und Paul Zweifel unter der Firmierung «Gebrüder Zweifel, Eigenbau und Handel mit Weinen und Produktion von Obstsaft» gegründeten Unternehmen der Tätigkeitsschwerpunkt bald auf die Obstsaftproduktion verlegt. Anfänglich wurde Saurer Most produziert, ab 1929 auch Süssmost. Der Weinanbau wurde bald eingestellt, lediglich der Handel blieb. 1946/47 war die neu errichtete Saftmosterei der modernste Betrieb Europas und einer der führenden der Schweiz. Immer grössere Konkurrenz durch die in Mode gekommenen neuen US-amerikanischen Getränkeprodukte (Coca-Cola etc.) führten jedoch zu einem Ertragsrückgang, dem eine erneute Umorientierung folgte. In den 1950er Jahren begann man mit dem Handel von Mineralwasser und stieg in die Produktion von Kartoffel-Chips um (siehe oben). Ende der 1960er Jahre wurden wieder Weinreben im Lattenberg bei Stäfa und in Regensberg angebaut und eine eigene Weinkelterei in Betrieb genommen. Seither kommt der Zürcher Stadtwein exklusiv von der Familie Zweifel. Später übernahm Zweifel unter anderem die Exklusivvertretung für Weine der Hofkellerei des Fürsten von Liechtenstein. 1983 wurde die Mosterei in Höngg endgültig geschlossen. Heute werden neben der Eigenproduktion auch aus der ganzen Welt importierte Weine (grossteils direkt vom Produzenten) sowie Spirituosen, Sekt und Champagner in eigenen Läden und über Vertriebspartner gehandelt. Ein eigenes Restaurant gehört ebenfalls zum Unternehmen.